# 147971 Nametoko
147971 Nametoko è un asteroide della fascia principale. Scoperto nel 1994, presenta un'orbita caratterizzata da un semiasse maggiore pari a 3,1772706 UA e da un'eccentricità di 0,2025623, inclinata di 6,33841° rispetto all'eclittica.